# Forma de onda
Forma de onda é a representação gráfica da forma com que uma onda evolui ao longo do tempo. Normalmente os fenômenos ondulatórios, tais como o som ou ondas eletromagnéticas obedecem a funções matemáticas periódicas. Para cada função, a evolução da amplitude da onda ao longo do tempo é diferente e define uma forma de onda diferente. Esta característica das ondas é importante principalmente para a determinação do timbre de um som ou para aplicações de modulação.

## Formas de onda básicas

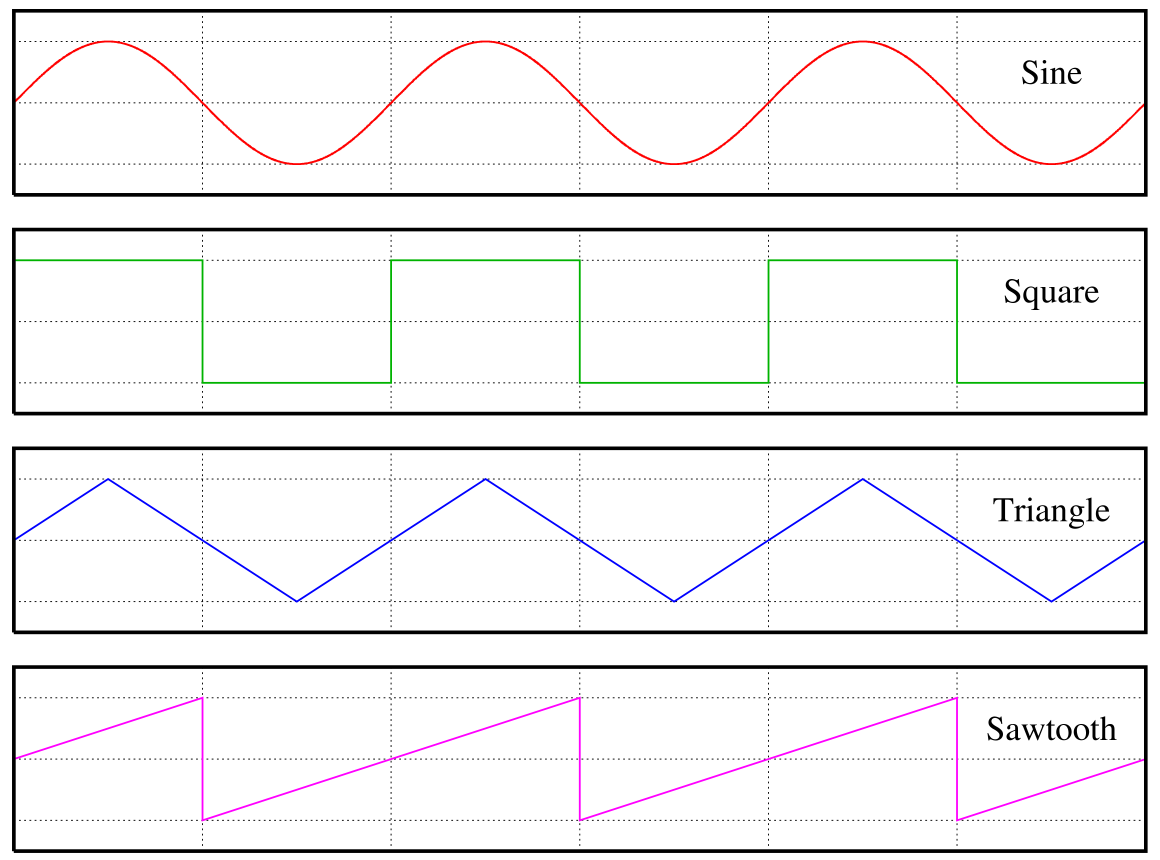
A partir do topo, onda senoidal, quadrada, triangular e dente de serra

### Onda senoidal
A onda senoidal ou sinusoidal obedece a uma função seno ou cosseno e é a forma de onda mais simples. Todas as outras formas de onda, mesmo as mais complexas, podem ser decompostas em conjuntos de ondas senoidais através da aplicação das séries de fourier.
Por essa razão as ondas senoidais possuem dezenas de aplicações. Podem ser usadas na síntese musical como elemento básico da síntese aditiva. Em eletrônica, é a forma de onda utilizada como onda portadora na maior parte das modulações de rádio.

### Onda quadrada
Também chamada de trem de pulsos Forma de onda caracterizada pela alternância entre um estado de amplitude nula e outro estado de amplitude máxima, sendo que cada um destes estados tem duração igual. Quando o tempo em um dos estados é maior do que no outro, chamamos esta onda de onda retangular ou pulso. Este tipo de onda é utilizado sobretudo para a modulação por largura de pulso - PWM. Também pode ser usada como elemento básico da síntese subtrativa em sintetizadores analógicos. Em informática as ondas quadradas, retangulares ou trens de pulso são utilizadas para a transmissão serial de informações em redes de computadores.

### Onda triangular
Caracterizada por uma ascendência linear até a amplitude máxima da onda, seguida imediatamente por uma descendência linear até a amplitude mínima. Os tempos de subida e descida podem ser iguais ou diferentes. As ondas triangulares são usadas como frequência intermediária de controle na modulação PWM principalmente em acionamentos elétricos. Também podem ser utilizadas como elementos básicos na síntese subtrativa.

### Onda dente de serra
Nos casos extremos em que os tempos de subida ou de descida de uma onda triangular são iguais a zero, temos ondas dente de serra descendentes ou ascendentes, respectivamente. As aplicações são semelhantes às das ondas triangulares.

## Formas de onda complexas
A maior parte dos timbres sonoros é constituída por formas de onda complexas, compostas basicamente por combinações das ondas básicas acima. Na prática, qualquer forma de onda complexa pode ser decomposta em uma série infinita de ondas senoidais sobrepostas. Como estas ondas contribuem para definir a forma de onda, são chamados de formantes ou parciais. A maior parte dos instrumentos musicais afináveis produzem sons que obedecem à série harmônica. Nestes casos, todos os componentes parciais do som são multiplos da frequência fundamental (harmônicos).
Existem formas de onda que são compostas de formantes não múltiplos da frequência fundamental. Normalmente isso produz um som sem altura definida e são típicos de instrumentos de percussão, bem como da maioria dos sons não musicais.

### Ruído branco
Na verdade o ruído branco não pode ser definido como uma forma de onda, mas é o som mais complexo possível de ser obtido, porque possui todas as frequências do espectro sonoro audível soando simultaneamente. O nome ruído branco vem de uma analogia com o espectro de cores, pois quando temos todas as frequências luminosas (cores) juntas o resultado percebido pelo olho é a cor branca. O ruído branco pode ser ouvido em uma estação de rádio fora do ar. A principal aplicação do ruído branco é a síntese musical, onde pode ser utilizado como elemento básico para a síntese subtrativa ou para a simulação de sons percussívos ou de fricção. Acredita-se ainda que o ruído branco quando ouvido em volume baixo seja relaxante e por isso ele costuma ser utilizado em consultórios dentários e clínicas de psicologia para acalmar os pacientes.